# Kunčice nad Labem
Kunčice nad Labem település Csehországban, Trutnovi járásban. Kunčice nad Labem Dolní Lánov, Dolní Kalná, Dolní Branná, Vrchlabí, Klášterská Lhota, Horní Kalná és Prosečné településekkel határos. Lakosainak száma 569 fő (2024. január 1.).

## Népesség
A település lakosságának változását az alábbi diagram mutatja:
| Lakosok száma | 532  | 703  | 650  | 551  | 531  | 530  | 587  | 573  | 540  | 569  |
|               | 1869 | 1900 | 1921 | 1961 | 1980 | 2011 | 2016 | 2019 | 2021 | 2024 |